# Ban Tuyên giáo và Dân vận Trung ương Đảng Cộng sản Việt Nam
Ban Tuyên giáo và Dân vận Trung ương là cơ quan tham mưu, giúp việc của Ban Chấp hành Trung ương Đảng Cộng sản Việt Nam, trực tiếp và thường xuyên là Bộ Chính trị, Ban Bí thư trong công tác xây dựng Đảng về chính trị, tư tưởng, đạo đức; về chủ trương, quan điểm, chính sách và giải pháp của Đảng trong lĩnh vực tuyên tuyền, lý luận chính trị, lịch sử Đảng, báo chí, xuất bản, văn hóa, văn nghệ, thông tin đối ngoại, khoa học, công nghệ, giáo dục, đào tạo, dạy nghề, y tế, thể dục, thể thao, dân số, gia đình, trẻ em và về công tác dân vận của Đảng (công tác Mặt trận, các đoàn thể nhân dân, hội quần chúng, tôn giáo, dân tộc). đồng thời, là cơ quan chuyên môn, nghiệp vụ về công tác tuyên giáo và dân vận của Đảng.

## Lịch sử
Trong giai đoạn Cải cách hành chính Việt Nam 2024–2025, theo Trưởng Ban Tổ chức Trung ương Lê Minh Hưng thì Ban Tuyên giáo Trung ương và Ban Dân vận Trung ương đã được đề xuất sáp nhập. Đến ngày 3 tháng 2 năm 2025, Ban Tuyên giáo và Dân vận Trung ương chính thức được thành lập trên cơ sở sáp nhập hai ban của Trung ương Đảng như đề xuất trước đó. Trưởng ban là ông Nguyễn Trọng Nghĩa.

## Lãnh đạo Ban khóa XIII

### Trưởng ban
- Thượng tướng Nguyễn Trọng Nghĩa, Ủy viên Bộ Chính trị, Bí thư Trung ương Đảng

### Phó Trưởng ban
- Lại Xuân Môn, Ủy viên Trung ương Đảng, Phó Trưởng ban thường trực
- Phạm Tất Thắng, Ủy viên Trung ương Đảng
- Ngô Đông Hải, Ủy viên Trung ương Đảng
- Huỳnh Thành Đạt, Ủy viên Trung ương Đảng
- Phan Xuân Thủy
- Vũ Thanh Mai
- Đinh Thị Mai
- Đỗ Văn Phới
- Nguyễn Quang Đức
- Triệu Tài Vinh
- Nguyễn Lam

## Cơ cấu tổ chức
(Theo Quyết định số 246-QĐ/TW ngày 24/01/2025 của Bộ Chính trị)
- Vụ Lý luận chính trị
- Vụ Tuyên truyền
- Vụ Báo chí - Xuất bản
- Vụ Văn hoá - Văn nghệ
- Vụ Dân chủ và cơ quan nhà nước
- Vụ Dân tộc và Tôn giáo
- Vụ Đoàn thể nhân dân
- Vụ Địa phương 1
- Vụ Địa phương 2
- Vụ Địa phương 3
- Vụ Khoa học và Công nghệ
- Văn phòng Ban Chỉ đạo 35 Trung ương
- Vụ Giáo dục
- Vụ Thông tin - Đối ngoại
- Vụ Y tế và Thể thao
- Vụ Nghiên cứu - Dư luận xã hội
- Văn phòng

## Lãnh đạo Ban qua các thời kỳ
| STT | Họ và tên          | Chức vụ                                      | Nhiệm kỳ                 | Thời gian tại nhiệm | Ghi chú           |
| --- | ------------------ | -------------------------------------------- | ------------------------ | ------------------- | ----------------- |
| 1   | Nguyễn Trọng Nghĩa | Ủy viên Bộ Chính trị, Bí thư Trung ương Đảng | 3 tháng 2 năm 2025 - nay | 148 ngày            | chức vụ thành lập |